# Torbjörn Lassenius
Torbjörn Lassenius   (Hèlsinki, 4 d'agost de 1931) és un atleta finlandès, ja retirat, especialista en les proves combinades, que va competir durant la dècada de 1950. Un cop retirat exercí de metge.
El 1956 va prendre part en els Jocs Olímpics d'Estiu de Melbourne, on fou setè en la prova del decatló del programa d'atletisme.
En el seu palmarès destaca una medalla de plata en el decatló al Campionat d'Europa d'atletisme de 1954, rere Vasili Kuznetsov. Va guanyar el campionat nòrdic de decatló de 1955 i el campionat nacional de 1954 a 1956. El 1956 aconseguí el rècord nacional amb 6.991 punts.